# Dorfkirche Felgentreu

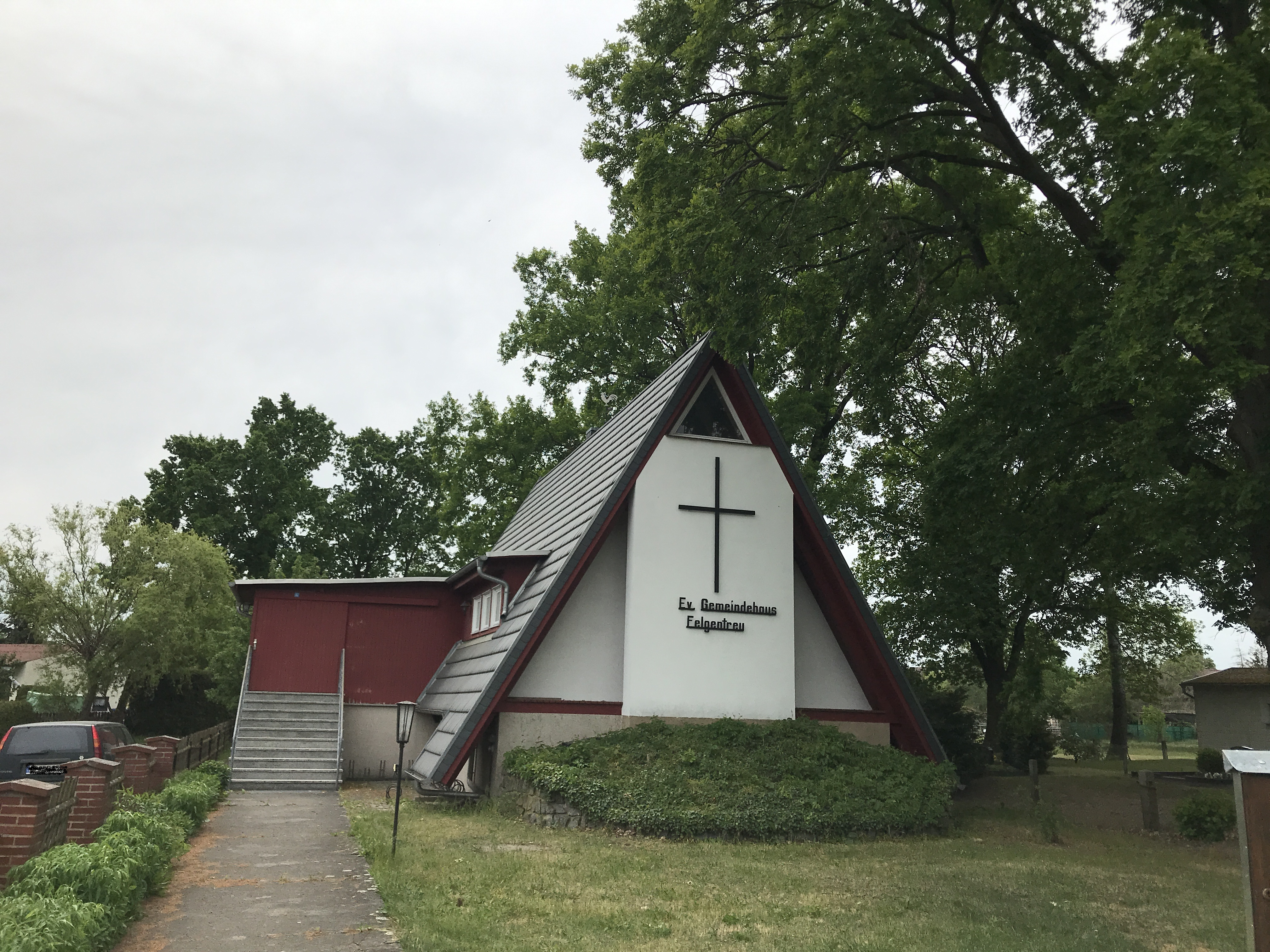
Dorfkirche Felgentreu

Die evangelische Dorfkirche Felgentreu ist eine Saalkirche in Felgentreu, einem Ortsteil der Gemeinde Nuthe-Urstromtal im Landkreis Teltow-Fläming im Land Brandenburg. Die Kirchengemeinde gehört zum Kirchenkreis Zossen-Fläming der Evangelischen Kirche Berlin-Brandenburg-schlesische Oberlausitz.

## Lage
Der Birkenweg zweigt von der Frankenförder Straße in südöstlicher Richtung ab. Die Kirche steht westlich dieser Kreuzung auf einem Grundstück mit einem Kirchfriedhof, der mit einem Zaun eingefriedet ist.

## Geschichte

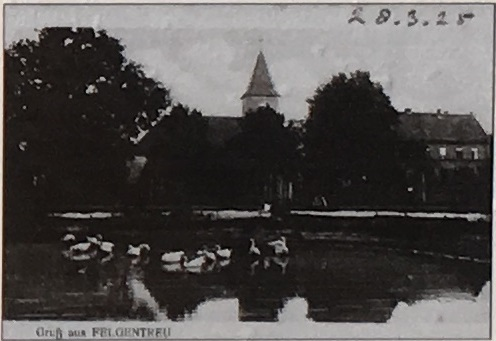
Historische Darstellung der abgerissenen Kirche

In der Zeit des Nationalsozialismus gab es 1935 Überlegungen, den Ort zu Gunsten eines Truppenübungsplatzes aufzugeben. Ein Großteil der Einwohner verließ daher im Herbst 1936 den Ort. Er fiel 1937 vollständig wüst; die Dorfkirche wurde abgerissen.
Nach dem Ende des Zweiten Weltkrieges wurde der Ort wieder neu besiedelt. Teile des Baumaterials der alten Kirche wurden dabei für neue Gebäude verwendet. In der Zeit der DDR kam der Wunsch nach einer eigenen Kirche auf. Ende der 1980er Jahre erwarb die Kirchengemeinde ein Grundstück und ließ einen Sakralbau errichten, der 1987 eingeweiht wurde. Die Kirche wurde so konzipiert, dass eine Mehrfachnutzung auch als Gemeindehaus möglich war.

## Baubeschreibung

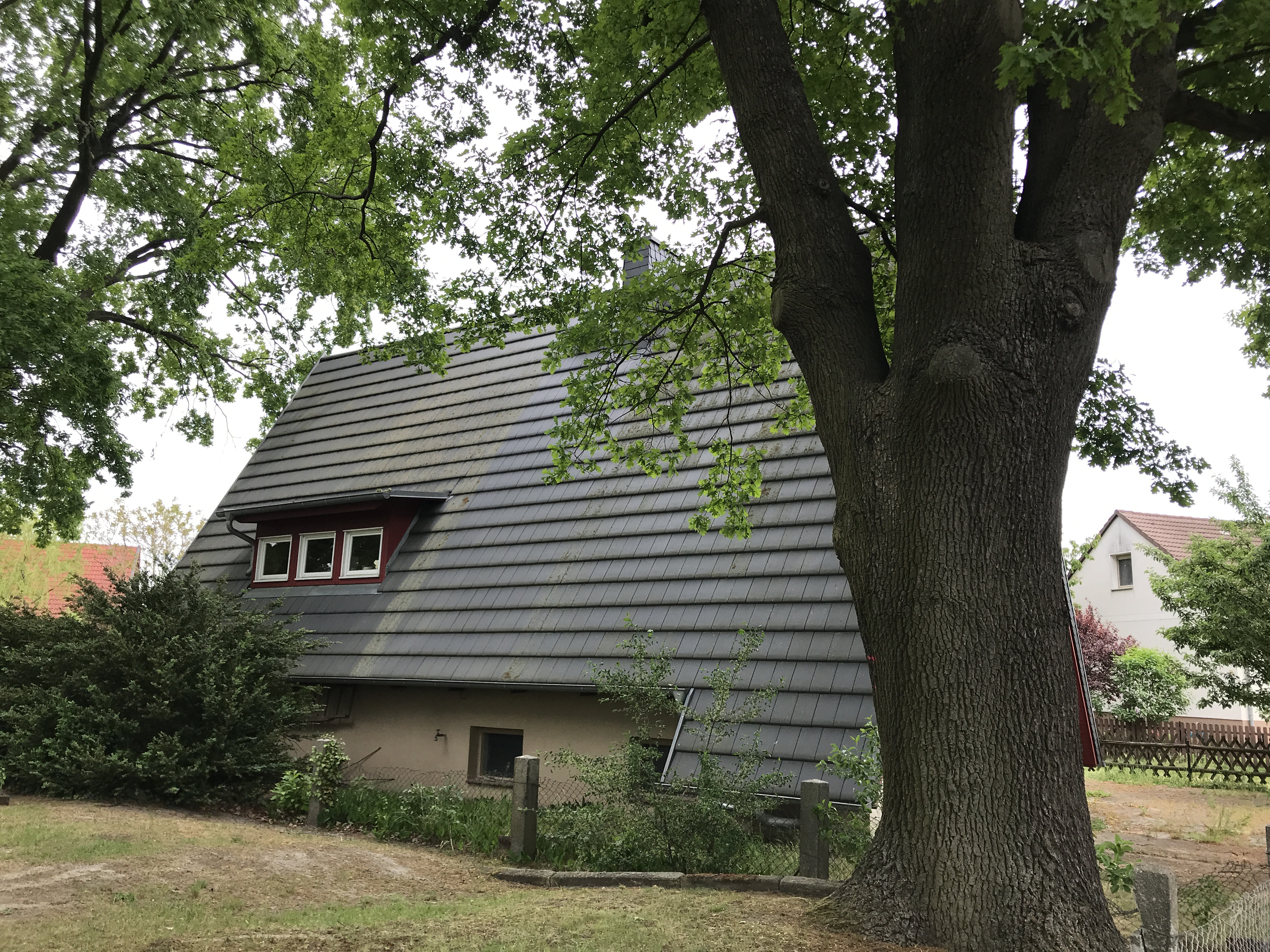
Ansicht von Norden

Das Bauwerk wurde aus Holz im Stil einer Finnhütte errichtet. Es hat einen im Kern rechteckigen Grundriss sowie an seiner Südseite einen ebenfalls rechteckigen Anbau. Von dort kann es über eine kleine Treppe erreicht werden. Die Ostwand ist geschlossen. Dort befinden sich ein großes Kreuz sowie im Giebel ein kleines, dreieckiges Fenster. An der Südseite befinden sich im tief heruntergezogenen Dach drei gekuppelte, querrechteckige Dachgauben. Zwei weitere, rechteckige Fenster sind an der Südseite des Anbaus. An der Ostseite befindet sich im verputzten Sockel an der südlichen Seite ein rechteckiges Fenster. Im darüberliegenden Geschoss wurden drei rechteckige Fenster verbaut, während im Giebel zwei ebenfalls rechteckige Fenster angebracht wurden, die seitlich von zwei dreiecksförmigen Fenstern begleitet werden. An der Nordseite sind insgesamt drei schlichte, ebenfalls rechteckige Fenster sowie drei gekuppelte Fenster in einer Gaube. Das Kirchenschiff trägt ein schlichtes Satteldach, das im nordöstlichen Teil als Schleppdach ausgeführt wurde.

## Ausstattung
Die Kirchenausstattung ist neuzeitlich. Nordwestlich des Gebäudes steht ein dreigeschossiger, freistehender Glockenturm mit zwei historischen Glocken unter einem Satteldach.